# Trocóniz
Trocóniz (en euskera y oficialmente Trokoniz) es un concejo del municipio de Iruraiz-Gauna, en la provincia de Álava, España.

## Historia
Hacia mediados del siglo XIX, el lugar, por entonces perteneciente a Iruraiz, tenía contabilizada una población de 75 habitantes. La localidad aparece descrita en el decimoquinto volumen del Diccionario geográfico-estadístico-histórico de España y sus posesiones de Ultramar de Pascual Madoz con las siguientes palabras:

TROCONIZ: l. del ayunt. de Iruraiz, en la prov. de Alava (á Vitoria 2 leg.), part. jud. de Salvatierra (2), aud. terr. de Búrgos, c. g. de las Provincias Vascongadas, dióc. de Calahorra (14). sit. en llano á la falda de un altito que le cae al E., sobre el cual está construida la igl. parr.; clima templado y saludable: tiene 12 casas; un palacio ant. con torre, bonito oratorio y un pozo de buenas aguas; una fuente á 6 minutos de dist.; igl. parr. bajo la advocacion de San Vicente, servida por un beneficiado. El térm. confina N. Andollu y Villafranca; E. Añua; S. montes de Izarza, y O. otra vez Andollu; comprendiendo dentro de su circunferencia parte del monte de Lalauria, poblado de hayas, robles y matas bajas. El terreno es de buena calidad; le baña un riach. procedente del puerto de Izarza; hay una deh. con robles y escelentes pastos. caminos: uno de Vitoria á Maestu pasa por el l. El correo se recibe en la cap. de prov. prod.: trigo, maiz, cebada, avena, patatas, habas y menuceles; cria ganado vacuno, lanar, cabrio y caballar; caza de lobos, zorros, liebres, perdices y codornices: pesca de cangrejos y pececillos. ind.: un molino harinero con dos piedras. pobl. 11 vec., 75 alm.: riqueza y contr: con su ayunt. (V.)
(Madoz, 1849, p. 160)

Décadas después, ya en el siglo XX, se describe de la siguiente manera en el tomo de la Geografía general del País Vasco-Navarro dedicado a Álava y escrito por Vicente Vera y López:

Trocóniz.—Tiene 14 edificios; la población es de 64 almas de hecho y 70 de derecho. Dista de Guereñu 12,150 metros. Confina, al N., con Villafranca; al E., con Gaceta; al S., con Hijona, y al O., con Villalegre de Andollu. La iglesia, dedicada á San Vicente, es de categoría rural de segunda y pertenece al arciprestazgo de Alegría. No tiene escuela pública y los niños asisten á la de Guereñu. Se halla situado en la ladera de una altura sobre la cual está edificada la iglesia. Le pertenece el aprovechamiento de los montes comunales de Izúa, de 30 hectáreas; Casterana de 27; Basacha, de 12, y Amarracuana, de 104; plantados de hayas y robles.
(Vera y López, 1915-1921, p. 457)

En la actualidad, pertenece al municipio de Iruraiz-Gauna. En 2022, tenía empadronados 76 habitantes.

## Demografía
| Gráfica de evolución demográfica de Trocóniz entre 2000 y 2017 |
|                                                                |
| Población de derecho según los censos de población del INE.    |

## Cultura

### Patrimonio material

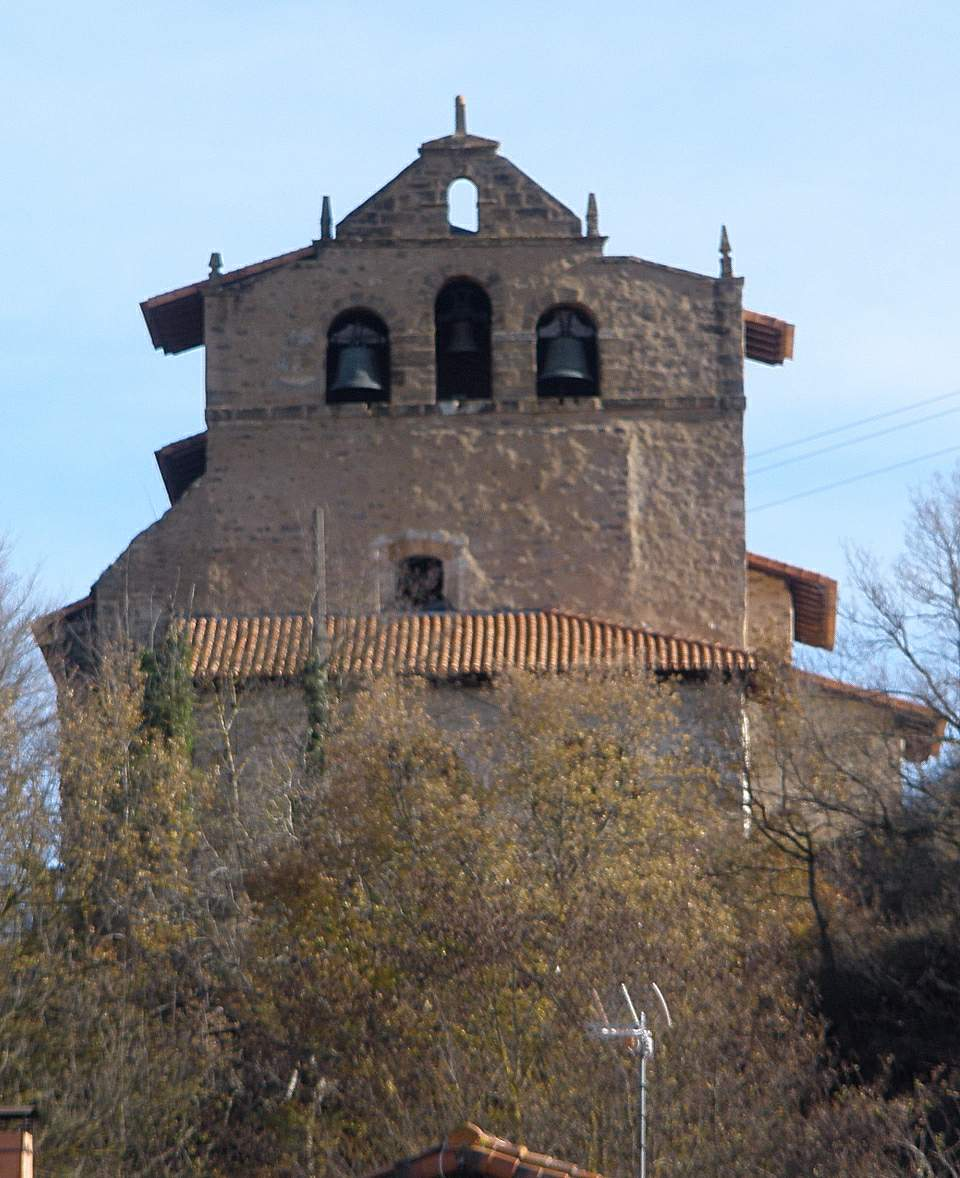
Vista de la iglesia de San Vicente Mártir

- Iglesia parroquial de San Vicente Mártir.[1][2]De origen medieval, conserva todavía algunos elementos, si bien su fábrica actual pertenece a fines del siglo XV, comienzos del siglo XVI.[5]

- Casa señorial de González de Trocóniz. Edificio de finales del siglo XVI y comienzos del XVII, de planta rectangular compacta, con tres alturas y cubierta de faldones. Su fábrica combina sillería enlucida en la planta baja y ladrillo visto en el resto, destacando un escudo barroquizante de los González de Trocóniz. Presenta una interesante cornisa de ladrillo con arquillos ciegos y triángulos en relieve, y un soportal con dos arcos de medio punto.[5]

### Patrimonio inmaterial
- En junio, romería a la ermita de Santa Lucía y San Adrián junto con la vecindad de Egileta, Hijona y Añua (comunidad de La Lauria).[6]